# Illes Shumagin
Les illes Shumagin (en anglès Shumagin Islands, en aleutià Qagiigun) són un arxipèlag format per una vintena d'illes que es troben al sud de la península d'Alaska, a l'estat d'Alaska, Estats Units. Les illes més grans són Unga (442,19 km²) Nagai (310 km²), Popof (93,65 km²) i Korovin (67,85 km²). Altres illes del grup són Andronica, Big Koniuji, Little Koniuji, Simeonof, Chernabura i Bird. El total de la superfície és de 1.192,4 km² i la seva població, segons els cens del 2000 era de 953 persones, gairebé totes elles concentrades a la població de la Sand Point, a l'illa Popof.

## Història
Les illes foren anomenades en honor de Nikita Shumagin, un dels mariners de l'expedició realitzada el 1741 per Vitus Bering als mars àrtics. Shumagin va morir d'escorbut i fou enterrat a l'illa Nagai el 30 d'agost de 1741.

## Referències

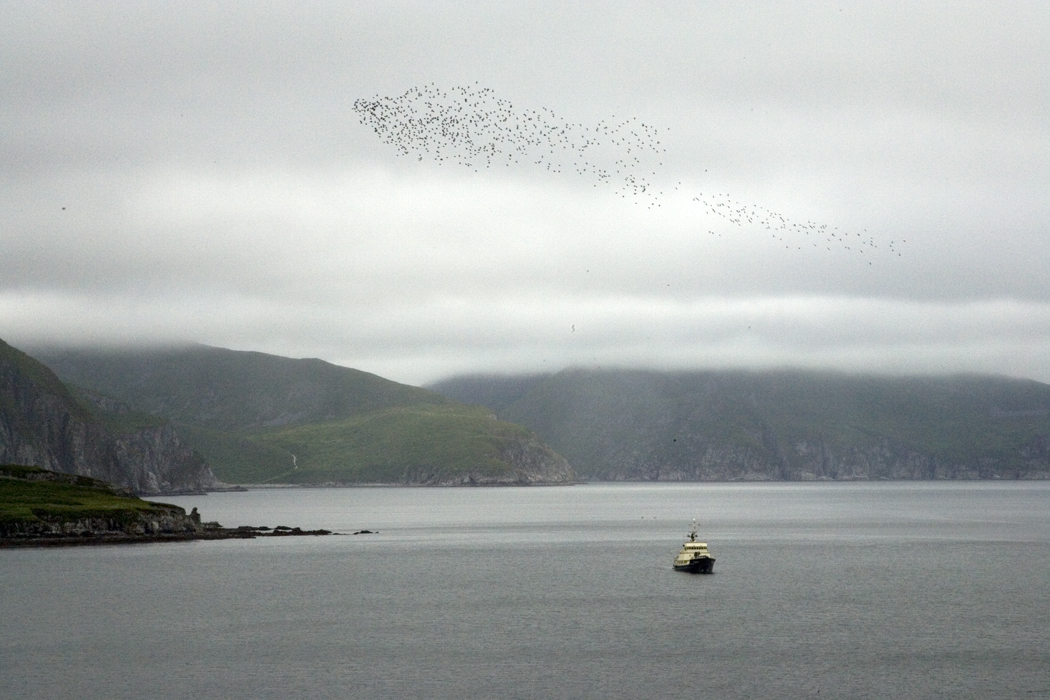
Big Koniuji, una de les illes Shumagin.